# Mathable
Mathable est un jeu de société édité par Jumbo en 1987, puis par Wooky Entertainment en 2009.
Pour 2 à 4 joueurs, à partir de 9 ans et pour environ 45 minutes.

## Principe général
En posant au mieux les tuiles de nombres, chacun s'efforce de marquer le plus de points possible.

## Règle du jeu

### Matériel
- 1 tablier de 14 × 14 cases (voir ci-contre)
- 106 tuiles réparties :
  - 70 tuiles avec 7 fois les nombres de 1 à 10
  - 36 tuiles avec 36 nombres remarquables : 0 - 11 - 12 - 13 - 14 - 15 - 16 - 17 - 18 - 19 - 20 - 21 - 24 - 25 - 27 - 28 - 30 - 32 - 35 - 36 - 40 - 42 - 45 - 48 - 49 - 50 - 54 - 56 - 60 - 63 - 64 - 70 - 72 - 80 - 81 - 90
- 4 chevalets
- 1 bloc de feuilles de score et 1 crayon

### Mise en place
Au départ, le tablier est vide. Les joueurs déterminent qui commence et prennent chacun 7 tuiles qu'ils disposent sur leur chevalet. Les 4 cases marquées 1, 2, 3 et 4 au centre du tablier représentent des tuiles virtuelles qui seraient déjà posées.

### But du jeu
Cumuler le plus de points à la fin de la partie.

### Tour d'un joueur
À son tour, un joueur peut passer ou jouer.

#### Passer
Un joueur qui décide de passer son tour peut changer de une à sept tuiles.

#### Poser une tuile
Une tuile ne peut être posée que sur une case vide qui suit immédiatement deux tuiles déjà posées l'une contre l'autre, verticalement ou horizontalement. La tuile que l'on dépose doit correspondre au résultat d'une des quatre opérations élémentaires appliquée aux deux nombres précédents. Par exemple :
- après "3" et "9", on peut poser "12" (3+9), "6" (9-3), "27" (3 × 9) ou "3" (9:3) ;
- après "12" et "5", on peut poser "17" (12+5), "7" (12-5) ou "60" (12 × 5) ; la division est ici impossible car elle n'est pas exacte.

Règles particulières :
- Il n'est possible de poser une tuile sur une case rouge que si l'on respecte l'opération imposée. En contrepartie, on peut tirer une nouvelle tuile supplémentaire.
- Lorsqu'une tuile est posée sur une case "x2" ou "x3", sa valeur est doublée ou triplée.
- Si une tuile est posée de telle sorte qu'elle correspond au résultat de deux opérations, son score est compté deux fois. Par exemple, une tuile "40" posée à la fois à droite de "5" et "8" et au-dessous de "64" et "24" rapporte 80 points.

Un joueur peut à son tour poser autant de tuiles qu'il le désire et qu'il le peut. S'il parvient à poser toutes ses tuiles, il marque un "Mathable", soit un bonus de 50 points.

### Fin de partie et vainqueur
Lorsqu'un joueur termine son chevalet et qu'il ne peut plus tirer de tuiles, la partie est terminée. La partie est également terminée lorsque plus personne ne peut jouer.